# 群山駅
群山駅（クンサンえき）は大韓民国全北特別自治道群山市内興洞にある韓国鉄道公社（KORAIL）長項線の駅である。
2008年1月1日に長項駅 - 大野駅間の新線開業に伴い新線上に開業した。旧群山駅は群山貨物駅と改称した。

## 駅構造
- 島式ホーム2面4線の高架駅。

## 駅情報
1日にセマウル号16便（上下各8便）とムグンファ号18便（上下各9便）が停まる。
駅事務所で韓国鉄道100周年記念スタンプを捺印することができる。

## 周辺情報
- 錦江河口堤 (금강하구둑)

## 沿革
- 2007年12月まで従来の群山駅が営業しており、当駅は新群山駅と呼ばれていた。前売りのチケットには「新群山駅」と表記されていた。
- 2000年5月15日 - 長項～群山連結工事、新群山駅着工。
- 2008年1月1日 - 新群山駅を群山駅と改称し、営業開始。

## 隣の駅
韓国鉄道公社
長項線
長項駅 - 群山駅 - 大野駅